# Matylda Krzesińska
Matylda Krzesińska (Lígovo, cerca de Peterhof, 19 de agosto de 1872, calendario juliano - París, 7 de junio de 1971), también conocida como Su Serena Alteza Princesa Románovskaya-Krasínskaya desde 1921, fue la segunda prima ballerina assoluta rusa. Hoy, probablemente es más conocida por su aventura amorosa con quien con el tiempo sería el emperador Nicolás II de Rusia, de quien se dijo que perdió su virginidad con ella.

## Primeros años de vida
Hija del bailarín polaco Feliks Krzesiński (1823-1905) y de Julia Krzesińska, estudió en la Escuela Imperial de Teatro de San Petersburgo. Tomó clases con Lev Ivánov, Christian Johansson y Ekaterina Vázem. En 1890, ingresa al Teatro Mariinski donde trabajó hasta 1917 como bailarina estrella y primera bailarina absoluta.
Como toda su familia polaca, actuó en el Teatro Mariinski de San Petersburgo. Después de que Pierina Legnani cautivase al mundo con sus 32 fouetté en tournant consecutivos en 1893 en el ballet La cenicienta, Matylda Krzesińska fue la primera que trató de repetir esta hazaña.

## Vida pública

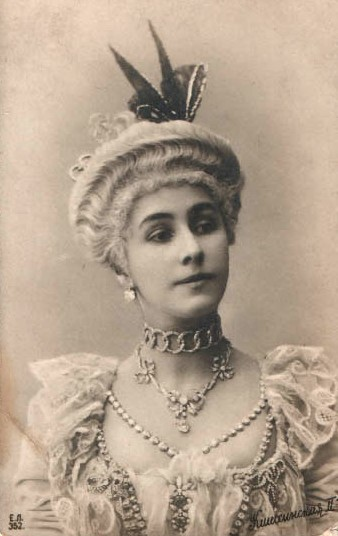
Matylda Krzesińska en el papel protagonista del ballet La Camargo de Marius Petipa. San Petersburgo, circa 1902.

Los escándalos y rumores alrededor de su nombre persistieron, sin embargo, cuando formó un ménage à trois con dos grandes duques de la familia Románov —Sergio Mijáilovich y su familiar Andrés Vladímirovich—. 
Gracias a sus contactos aristocráticos, logró juntar una propiedad muy valiosa en la capital rusa. Fue desde el balcón de su elegante casa que Lenin dirigía sus discursos a los revolucionarios cuando regresó de Suiza en abril de 1917. 
En 1890, conoció al zarévich Nicolás Aleksándrovich (futuro Nicolás II de Rusia), con quien tuvo una relación. Cuando Nicolás rompió con ella, pidió al gran duque Sergio Mijáilovich que se ocupara de sus asuntos artísticos y la tomara bajo su protección.
Con la Revolución de Octubre encima, Matylda Krzesińska se trasladó a la Riviera Francesa  donde se casó el 30 de enero de 1921, en la Iglesia Rusa de Cannes con uno de los primos del zar, el gran duque Andrés Vladímirovich Románov, con el que tuvo un hijo, el príncipe Vladímir Andréievich Románovski-Krasinski ("Vova"), en 1902. Su nuevo cuñado, Cirilo Vladímirovich Románov, se convierte en varón agnado de la dinastía Románov, se autoproclama zar y le concede el título de princesa Románovskaya-Krasínskaya.
Según Krzesińska, el Gran Duque Cirilo Vladímirovich de Rusia «me otorgó el apellido de Krasínskaya, con el título de Princesa. Nuestro hijo también llevó el título de Príncipe». En 1935, debido a su matrimonio morganático, le añadieron el apellido de Románovskaya, y de Románovski para su hijo.
El 9 de diciembre de 1925, ella se convirtió desde el catolicismo a la Iglesia Ortodoxa Rusa.

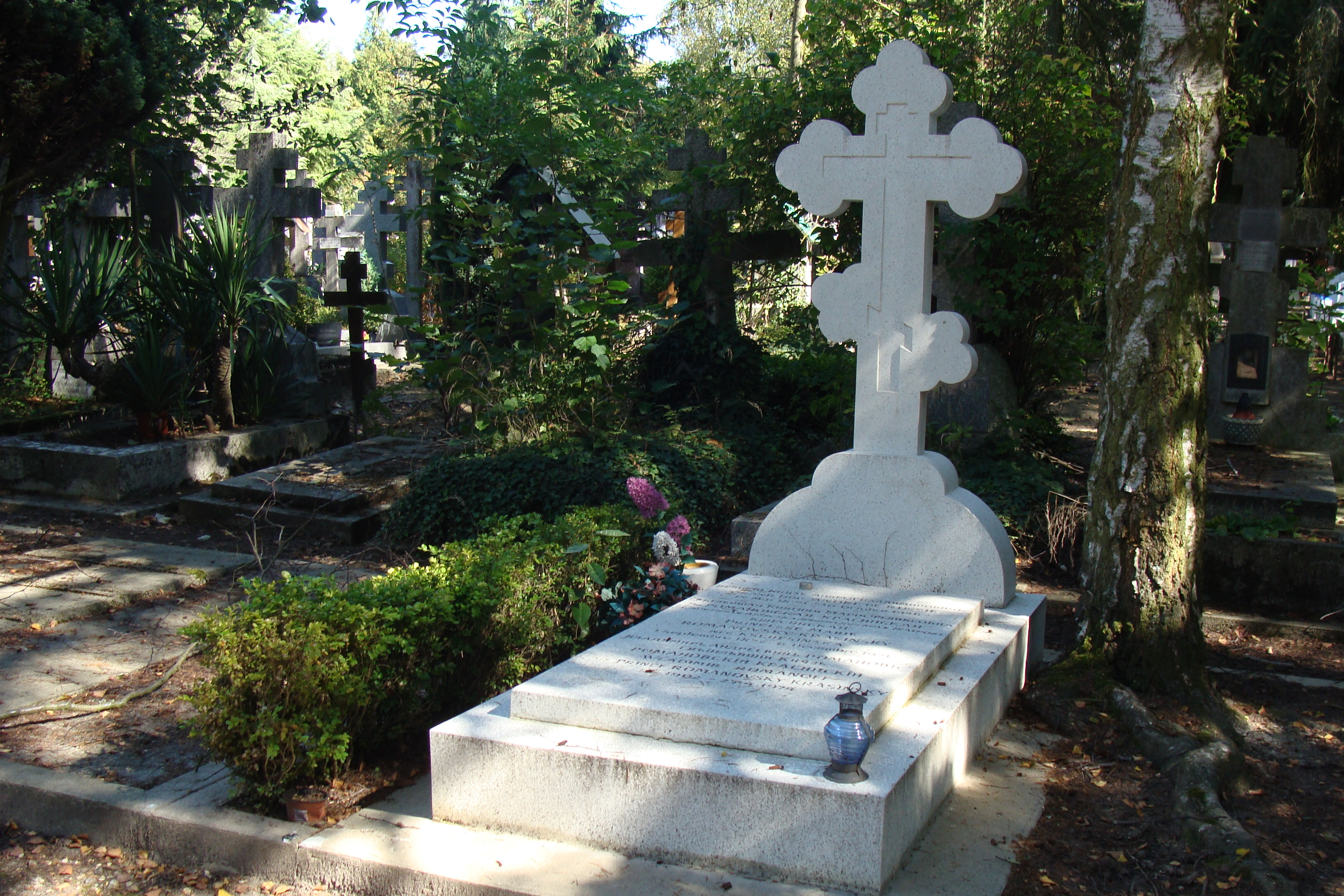
Tumba de Krzesińska, su marido y su hijo en el cementerio Sainte-Geneviève-des-Bois.

En 1929, abrió su propia escuela de ballet en París, donde tuvo como estudiantes a Dame Margot Fonteyn, Dame Alicia Markova, André Eglevsky y Tamara Tumánova. Actuó por última vez a los 64 años, para un evento de caridad en Covent Garden. En 1960, publicó una autobiografía titulada Souvenirs de la Kschessinska (publicada en inglés como Dancing in St. Petersburg: The Memoirs of Kschessinska). Murió algunos meses antes de cumplir 99 años. Está enterrada en el cementerio de Sainte-Geneviève-des-Bois junto a su marido e hijo.

## Títulos y tratamientos
| ● 19 de agosto de 1872-9 de diciembre de 1925:    | Señorita Matylda Krzesińska                                                |
| ● 9 de diciembre de 1925-30 de noviembre de 1926: | Señorita María Féliksovna Kshesínskaya                                     |
| ● 30 de noviembre de 1926-28 de julio de 1935:    | La princesa María Féliksovna Krásinskaya                                   |
| ● 28 de julio de 1935-7 de junio de 1971:         | Su Alteza Serenísima la princesa María Féliksovna Románovskaya-Krásinskaya |